# Quận Falls, Texas
Quận Falls (tiếng Anh:Falls County) là một quận trong tiểu bang Texas, Hoa Kỳ. Quận lỵ đóng ở thành phố Marlin.
Theo điều tra dân số năm 2000, quận có 18.576 người.

## Địa lý
Theo Cục điều tra dân số Hoa Kỳ, quận có diện tích 774 dặm vuông Anh (2.004,7 km2), trong đó có 5 dặm vuông Anh (12,9 km2) là diện tích mặt nước.

### Các xa lộ chính
- U.S. Highway 77
- State Highway 6
- State Highway 7
- State Highway 14
- State Highway 53
- State Highway 320